# 勝家衣車

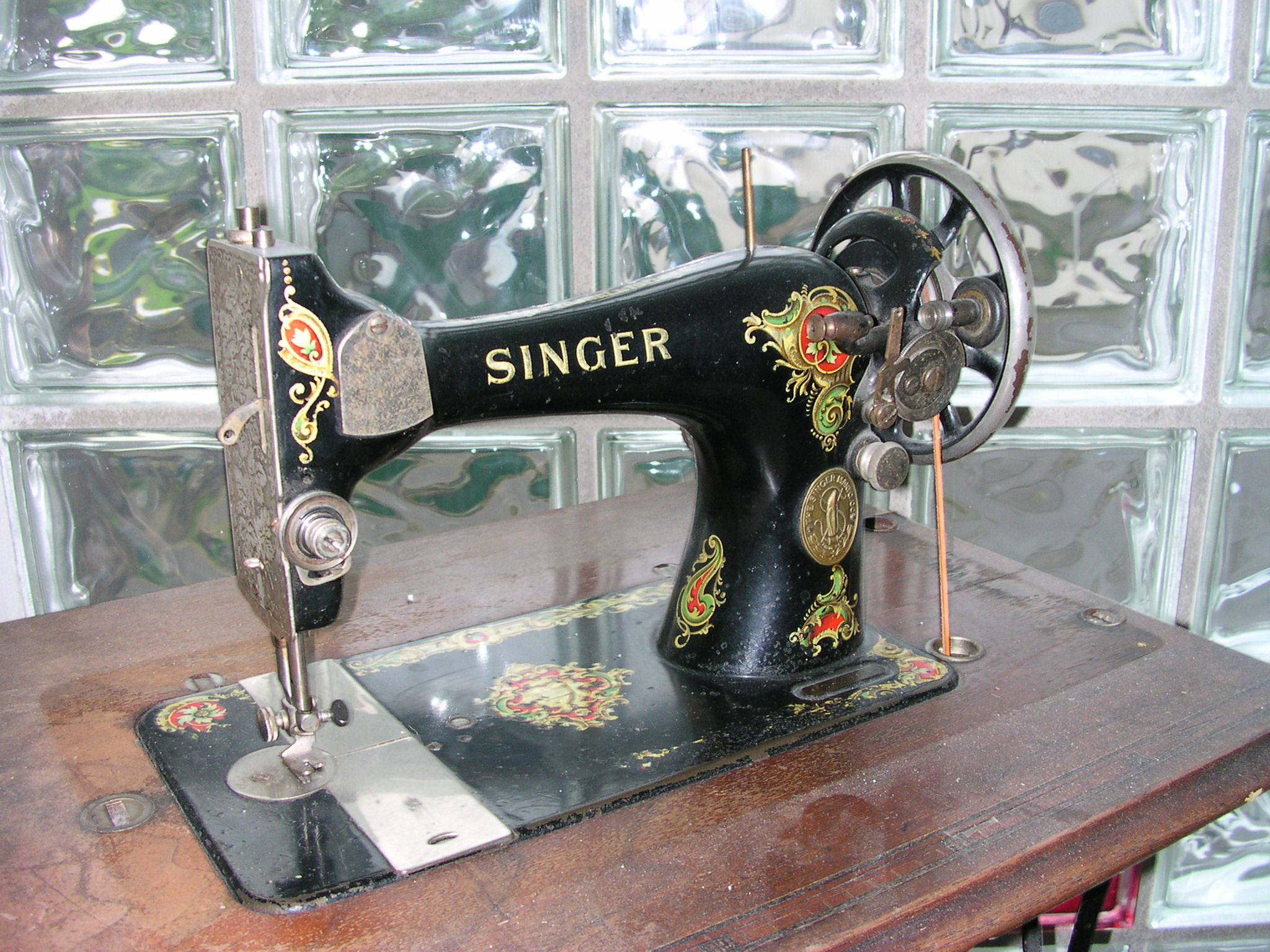
一架勝家制造的古董縫紉機

勝家衣車（Singer Sewing Co.）是一家美國缝纫机品牌，最初創立于1851年，制品銷售至世界各地。

## 历史

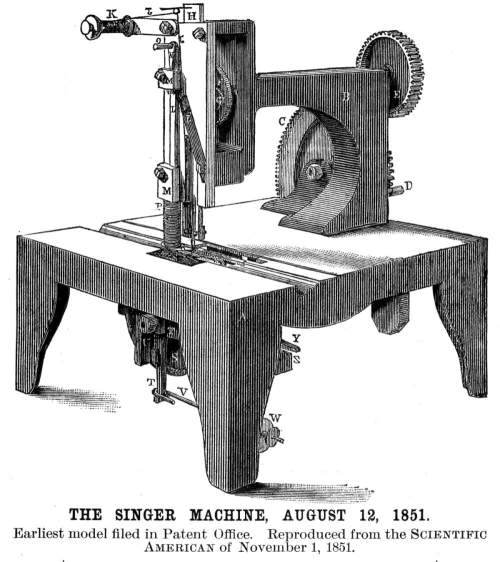
一台1851年的胜家缝纫机

- 1851年，以列察克·梅里瑟 ·胜家发明了缝纫机，并于同年8月12日創立胜家缝纫机公司。[1]
- 1867年，胜家公司成为美国第一家跨国工业公司，在世界其他地方进行投产。[1]
- 1889年，胜家公司制造了世界上第一台电动缝纫机。[1]
- 1908年，胜家公司于该公司美国纽约总部成立，其总部所在大楼——胜家大楼是当时世界上最高的建筑，亦是世界上第一幢摩天大楼。[1]
- 1957年，胜家公司发明由电脑控制的多功能家庭缝纫机，此后逐步用于工业缝纫机。[1]
- 1987年，缝纫机和家具生产业务被分离，成立了一新公司：SSMC公司（即现今的胜家缝纫机公司）。[2]
- 1994年11月2日，投资2千万美元，占地6万平方千米的上海胜家缝纫机公司在上海闵行经济技术开发区成立。[1]
- 2001年，胜家公司迎来150周年纪念。同时推出当时世界上最先进的家用缝纫刺绣系统“QUANTUM XL-5000型”。[1]
- 2004年，胜家公司在上海设立研发中心，并加大投产规模。[1]
- 2005年，胜家公司推出世界上第一款由桌面电脑或笔记本电脑控制的FUTARA CE-200型缝纫机。[1]
- 2006年，Affiliates of Kohlberg & Company, LLC（Kohlberg），即胜家的控股公司，完成了对VSM（VSM Group Holding AB）的收购。该公司是领先的高端缝纫机和配件生产商，拥有百福（Pfaff）、Husqvarna Viking两个品牌。合并后公司易名为SVP Holdings。[1]

## 外部連結
- 官方网站
- Singer Direct Singer history timeline （页面存档备份，存于）
- Singer in WWII Singer's contribution to the war effort
- Singer sewing machine serial numbers and dates
- Sewing Machines, Historical Trade Literature （页面存档备份，存于） Smithsonian Institution Libraries
- Singer Manufacturing company records （页面存档备份，存于） at Newberry Library
- Singer Company records （页面存档备份，存于） (1851–1990) at Hagley Museum and Library
- Singer Manufacturing Company Records （页面存档备份，存于） (1860–1878) at Hagley Museum and Library
- Historic American Engineering Record (HAER) No. NJ-51, "Singer Manufacturing Company, 321 First Street, Elizabeth, Union County, NJ"